# رود موبیل
موبیل رودی است که در جنوب آلاباما در آمریکا جای گرفته‌است. این رود نزدیک به ۷۲ کیلومتر درازا دارد و آب آن در سرزمینی به گستردگی ۱۱۰ هزار کیلومتر مربع نفوذ می‌کند. حوضه آبریز آن تا میسیسیپی، جورجیا و تنسی کشیده شده‌است.